# Армунджа
Армунджа (итал. Armungia) — коммуна в Италии, располагается в регионе Сардиния, в провинции Кальяри.
Население составляет 584 человека (2008 г.), плотность населения составляет 11 чел./км². Занимает площадь 55 км². Почтовый индекс — 9040. Телефонный код — 070.
Покровительницей коммуны почитается святая Непорочная Дева Мария, празднование в третье воскресение мая.

## Демография
Динамика населения:

## Администрация коммуны
- Официальный сайт: http://www.comune.armungia.ca.it/